# Taylorilygus pallidulus
Taylorilygus pallidulus är en insektsart som först beskrevs av Blanchard 1852.  Taylorilygus pallidulus ingår i släktet Taylorilygus och familjen ängsskinnbaggar. Inga underarter finns listade i Catalogue of Life.